# Кидо Такајоши
Кидо Такајоши (транслит.), познат и као Кацура Когоро (11. август 1833 – 26. мај 1877) био је револуционар и политичар током касног периода Токугава шогуната и Меиџи обнове. Док је радио против владавине шогуна користио је разне алијасе између осталог Кидо Коин и Нибори Мацусуке.

## Детињство и младост
Кидо је рођен у граду Хагију у области Чошу која данас припада префектури Јамагучи, као најмлађи син оца Ваде Масакагеа који је по професији био лекар а по класи самурај. Кад је имао седам година усваја га породица Кацура и све до 1865. године ословљаваће се именом Кацура Когоро. Био је ученик чувене школе Јошида Шоина под чијим је утицајем прихватио идеје соно џои покрета, филозофију и лојалност према цару.
Када је 1852. године отишао за Едо да изучава и усаврши мачевалачке вештине, повезује се са радикалним самурајима из области Мито. Технике артиљерије учи од Егаве Тарозаемона и посматрајући израду бродова у Нагасакију и Шимоди, враћа се у Чошу како би надгледао изградњу првог бојног брода своје области.

## Збацивање Тогугава шогуната
После 1858, Кидо је био стациониран у просторијама преставништва своје области у Еду где је служио као веза између бирократа округа и младих радикалних Чошу самураја који су подржавали „Соно џои“ идеје. Под сумњом да се повезао са лојалистима из округа Мито (који су доспели на озлоглашену листу после неуспелог покушаја убиства на Андо Нобумасуа), шогунат премешта Кидоа у Кјото. Тамо међутим не успева да спречи покушај државног удара (30. септембра 1863. године) па удружене снаге округа Аизу и Сацума терају снаге округа Чошу из града.
Кидо је био умешан и у покушају да 20. августа 1864. успоставе поновну контролу над градом (Кинмон инцидент) па бива принуђен да се прерушава и скрива често са једном гејшом под именом Икумацу која ће му касније постати супруга.
Након што је Такасуги Шинсаку успоставио контролу над политиком округа Чошу, Кидо је постао кључна фигура у успостављању тз. Сатчо алијансе која се испоставила кључном за победу у предстојећем Бошин рату и Меиџи обнови.

## Политика
Након збацивања Токугава шогуната, Кидо је имао велику улогу у оснивању нове Меиџи владе. Као царски саветник помогао је да се донесе тз. заклетва о пет тачака. Тежио је ка централизацији, уједињењу и модернизацији. Помогао је у напуштању феудалног "хан" система и допринео је оснивању новог "кен", система префектура.
Године 1871, био је део „Ивакура мисије“ на путовању око света са станицама у Европским државама и САДу. Тамо је био посебно заитересован за западни образовани систем и политику. По свом повратку снажно се залагао на изградњи констуалне владе. Схватајући да Јапан није у позицији да парира Западном наружању и технологији, враћа се у Јапан тачно на време да спречи инвазију на Кореју (Сеиканрон).
Кидо губи своју доминантну позицију у влади у корист Окубо Тошимичија, а затим даје и оставку из протеста због инвазије на Тајвану (1874) којој се снажно противио.
Након конференције у Осаки 1875. године, Кидо прихвата да се врати у владу, али већ 1977. током побуне Сацума, умире од дуже болести.

## Заоставштина
Кидов дневник открива његову унутрашњу борбу коју је имао између лојалности према свом клану и лојалности према Јапану. У дневнику пише да је стално морао да оповргава гласине да је издао своје старе пријатеље јер је идеја о једној нацији још увек била релативно нова у јапанском друштву (и даље су интереси кланова међу самурајима били на првом месту).
Заједно са Саиго Такаморијем и Окубо Тошимичијем, спада у групу која се назива „Ишин но Санкецу“ (維新の三傑), што у грубом преводу значи, "величанствена тројка (Меиџи) обнове". Унук његове млађе сестре, Кидо Коичи, имао је каријеру политичара у Токију.

## У популарној култури
Кидо се неколико пута појавио у годишњој таига драми Националне телевизије Јапана (NHK). Јапански глумац Кен Ишигуро одглумио је његов лик у серији „Шинсенгуми!“ из 2004. године, док га је у „Рјомадену“ серијалу из 2009. године одиграо Шосуке Танихара.
Инспирација је за лик Кацуре Котароа у манги духовитог карактера Гинтама.
Појављује се као један од ликова у манга-аниме серијалу Rurouni Kenshin (као Кацура Когоро).